# Rafael Benjumea Cabeza de Vaca
Rafael Benjumea y Cabeza de Vaca (Málaga, 29 de enero de 1939-Madrid, 7 de abril de 2021) fue un aristócrata e ingeniero de minas español. Llegó a ostentar los títulos nobiliarios de XVII marqués de Valdecañas, XVIII conde de Peñón de la Vega y IV conde de Guadalhorce. Fue asimismo presidente de la Fundación Duques de Soria (1989-2021).

## Biografía
Hijo de Francisco Benjumea y Heredia (1908-1995), III conde de Guadalhorce, y de su esposa Matilde Cabeza de Vaca y Garret (1915-2006), XVI marquesa de Valdecañas, marquesa de Torremayor, XVI condesa de Peñón de la Vega. Fue el segundo de diez hermanos y hermanas. Se doctoró en la Escuela Técnica Superior de Ingenieros de Minas (Universidad Politécnica de Madrid). Posteriormente, por medio de una beca Fulbright realizó un máster en Ingeniería Civil en la Universidad de Míchigan.
En 1974 se casó con su prima Blanca Benjumea Llorente (1947). El matrimonio tuvo seis hijos: Blanca, Rafael, José, Tilda, Enrique e Isabel.
El 1 de marzo de 1989 se constituyó la Fundación Duques de Soria. Desde entonces y hasta su fallecimiento, Francisco Benjumea asumió la presidencia de su patronato, e impulsó las relaciones hispanolusas en diversas disciplinas científicas (arquitectura, medicina, economía, conservación del patrimonio, entre otras). También creó en 2019 el Observatorio Permanente del Hispanismo, para unir sinergias en torno a los valores del hispanismo.
Fue uno de los creadores del Patronato de Fundación Río Tinto para la historia de la Minería y la Metalurgia, siendo vicepresidente (1987-2002), y posteriormente presidente (2002-2021). También fue consejero delegado de Ertisa y Río Tinto Minera; presidente de Asturiana de Zinc y de Unión Naval de Levante; director general de la Fundación Botín; vicepresidente de la Fundación ANAR (Ayuda a Niños y Adolescentes en Riesgo); vicepresidente y presidente del Consejo Asesor de British Telecom España; presidente del Patronato de FEC (Fundación Educación Católica); presidente del Consejo Asesor de Fotowatio y de la IE Universidad.
Falleció en su residencia madrileña, el 7 de abril de 2021, a causa de un fallo cardiaco. Fue enterrado en el cementerio de Trujillo (Cáceres).

## Distinciones
- Hijo Adoptivo de Soria (2016)[10][11]
- Gran Cruz de la Orden de Alfonso X el Sabio (1999)[6]
- Caballero Maestrante de la Real Maestranza de Caballería de Ronda[6]
- Caballero de honor y Devoción de la Soberana Orden de Malta[6]